# 王承勋
王承勋（16世纪—17世纪），字叔元，号瑞楼，浙江余姚（今宁波余姚市）人，曾擔任漕运总兵长达二十年，是明朝最后一任和任职时间最长的漕运总兵。

## 生平
万历二十年（1592年）8月，王承勋充任漕运总兵（或称漕运总兵官），镇守淮安督理漕运（后与李三才搭档），此后总督漕运长达二十年之久（参见《明史》）。据清朝乾隆年間成书的《淮安府志·历代漕运》记载，在明朝前中期，全国漕运事务上，“武尊文卑”，即漕运总兵的权力在漕运文官之上。李三才到任后，逐渐扭转这一局势。李三才对王承勋“以气凌驾之”，王忍耐并“移坐其下”，致使此后“武尊文卑”传统逐渐改变，文官总理漕运事务，武官逐渐空闲。武官仅负责督运，最后连督运的任务也减免了。万历四十年（1612年），王承勋请辞回乡，明廷便撤销漕运总兵官一职，王承勋遂成为明朝最后一任漕运总兵。

## 家族
祖父王守仁为哲学家、政治家。父亲王正亿。王正亿去世后，王承勋承袭新建伯爵位。
妻子吴氏。长子王先进，无子嗣，故引发后来的新建伯爵位世袭之争，争讼旷日持久，长达数十年。